# كينيتشي ياماموتو (Q46961 ياباني)
كينيتشي ياماموتو (باليابانية: 山本健一) هو Q46961 ياباني، ولد في 5 مارس 1925 في Chūō-ku, Kobe ‏ في اليابان، وتوفي في 4 فبراير 1982.